# Vuopio (Nedertorneå socken, Norrbotten)
Vuopio är en sjö i Haparanda kommun i Norrbotten och ingår i Torneälvens huvudavrinningsområde.